# Piotr Potemkine
Pour les articles homonymes, voir Potemkine.
Piotr Petrovitch Potemkine (en russe : Пётр Петрович Потёмкин, que l'on prononce Potiomkine), né le 20 avril 1886 (2 mai dans le calendrier grégorien) et mort le 21 octobre 1926, est un poète, traducteur, dramaturge, critique et  maître d'échecs russe.
Il est issu d'une famille de la noblesse désargentée. Son père est professeur de lycée puis fonctionnaire aux chemins de fer Oriol-Riga.
Il a été marié (1911) à l'actrice Evguenia Khovanskaïa (1887-1977). Après la  révolution de 1917 il vécut à Moscou et en exil à partir de 1920 (Prague, Paris). En mars 1923 il rejoint la loge maçonnique « Astrée ». En 1926 il joua un petit rôle dans le film d'Alexandre Volkoff Casanova. Il est décédé de la grippe. Enterré à Pantin, ses restes ont été transférés au Cimetière du Père-Lachaise.

## Le poète
Les premiers poèmes de Potemkine (Humoresques politiques) ont été publiés en 1905 dans la revue Signal éditée par Korneï Tchoukovski. Il publia des poèmes satiriques et souvent des sketchs dans de nombreuses revues, disparues après quelques numéros. En décembre 1906 le magazine remporta le prix « La Toison d'or » pour sa poésie Le Diable (in: La Toison d'or, 1907. № 1). Durant ces années, Potemkine fréquenta des cercles littéraires à l'université, des soirées littéraires chez Fiodor Sologoub, rencontra des écrivains et artistes célèbres proches du Mir Iskousstva (Mikhaïl Kouzmine, Mikhaïl Vroubel, Constantin Somov, Alexandre Benois etc.). Des comptes rendus souvent virulents de sa poésie furent reproduits dans les journaux et le firent ainsi connaître.
Il publie en 1908 son premier recueil de poèmes, Amour drôle, qui suscita de nombreuses discussions. Cette même année, Potemkine est l'un des principaux auteurs et membre de la rédaction du nouveau magazine Satyricon. Il rencontre Nikolaï Goumilev, Alexis Nikolaïevitch Tolstoï, Viatcheslav Ivanovitch Ivanov, Ivanov Tauride.
Potemkine est l'auteur de plusieurs pessok pop, croquis de scènes des revues du fameux cabaret Le Chien errant (Brodiagaïa soboka) à Saint-Pétersbourg et  La Chauve-Souris à Moscou. Il publie Géranium, un second recueil de poèmes en 1912.
Potemkine aimait la poésie de Vladimir Maïakovski,  Valéry Brioussov, Innokenti Annenski, mais il n'aimait pas Alexandre Blok.
En exil, Potemkine traduisit des poètes allemands et tchèques et publia des anthologies et des critiques de poésie dans des revues russes.

## Le joueur d'échecs
Les échecs étaient un des passe-temps de Potemkine. Pendant ses années d'étudiant il participa à des tournois amateurs puis il prit part à des tournois de première catégorie. À cette époque, il rencontra Alexandre Alekhine et joua avec lui tant à titre personnel qu'à l'occasion de tournois officiels. 
Il prit la septième place à Saint-Pétersbourg en 1903 (victoire de Gelbal, Krijanovski et Emanuel Schiffers) et 1904 (Mikhail Tchigorine vainqueur), la cinquième place en 1907 (victoire de Znosko Borovsky) et la 8e à Saint-Pétersbourg en 1913 (victoire de Plats devant Romanovski). En janvier-février 1912, il disputa avec Alekhine et Vassili Osipovich Smyslov (père de Vassily Smyslov) le tournoi d'hiver de Saint-Pétersbourg remporté par Alekhine et E. Baasch. 
En 1914, il gagna dans une simultanée avec José Raúl Capablanca à Saint-Pétersbourg. En 1920, il finit ex æquo pour les 3e et 6e places du deuxième tournoi préliminaire du groupe B du championnat d'URSS à Moscou (Alekseï Alekhine, frère d'Alexandre Alekhine, vainqueur du tournoi préliminaire).
Il finit 7e-8e ex æquo à Prague en 1923-1924 (Karel Skalička vainqueur). En juillet 1924, la Fédération internationale des échecs (FIDE) nouvellement fondée organisa le championnat du monde pour les amateurs. Bien qu'exilé en France, Potemkine représenta officiellement (avec Victor Kahn) la Russie à la première Olympiade non officielle à  Paris en 1924 (avant-dernier du tournoi préliminaire 8 et 42e de la finale B).  A Prague, Potemkine fut membre du club d'échecs local Alekhine. 
Potemkine est l'auteur de la devise de la FIDE « Gens una sumus » adoptée à l'issue du tournoi olympique en 1924. Il finit ex æquo pour les 4e et 7e places à Paris en 1924-1925 (Eugène Znosko-Borovsky vainqueur), ainsi que pour les 5e et 6e places en 1925-1926 toujours à Paris (Victor Kahn et Bertrand vainqueurs) et partagea la première place avec Vitaly Halberstadt à Paris en 1926.
Piotr Potemkine fonda le « Club d'échecs russe » à Paris en 1925, club qui reprendrait son nom à sa mort et qui existe toujours. 